# Mina Kiá
Mina Kiá (dt.: „Das kleine Hausmädchen“) ist ein portugiesischsprachiger Dramafilm von 2017 aus São Tomé und Príncipe. Der Film ist der Debütfilm von Katya Aragão, die sowohl Filmregisseurin als auch Drehbuchautorin und Filmproduzentin war. Er erzählt von den Härten, welche Mädchen in São Tomé erleben.

## Inhalt
Tónia träumt davon, Journalistin zu werden. Ihre Familie schickt sie zu Verwandten in die Großstadt. Ihre Verwandten behandeln sie jedoch wie ein Hausmädchen, missbrauchen und vergewaltigen sie. Andere Mädchen in vergleichbaren Situationen verlassen die Schule und geben jede berufliche Zukunft auf, aber Tónia ist entschlossen an ihren Zielen festzuhalten und ihre Träume wahr zu machen.

## Produktion
Der Film wurde mit Unterstützung des Europäischen Auswärtigen Dienstes produziert: durch das Programm für Film-Entwicklung in Afrika und die Förderung der Menschenrechte. Die Filmaufnahmen wurden in Porto Alegre und an verschiedenen Stellen auf der Insel São Tomé gedreht.
Aragão schuf den Film, um auf die Schwierigkeiten hinzuweisem die Mädchen in ihrem Land durchmachen, um das Tabu im Zusammenhang damit zu brechen und um für Lösungen für diese Probleme durch Bildung zu werben. Das Thema gilt als ernstes Problem in São Tomé und Principe. Aragão erzählte, dass Gewalt und Diskriminierung gegenüber Mädchen der Hauptgrund sind, dass viele die Schule verlassen, und dass sie bewusst eine Figur, Tónia, gewählt habe, die ihre Bildung trotz ihrer Schwierigkeiten gerade nicht aufgibt. 

„Ich entschied, die Ermächtigung eines jungen Mädchens durch Bildung darzustellen... Der Film ist dazu gedacht um den Dialog anzuregen über ein Thema, welches tabu ist, und Bewußtsein zu schaffen über Vorgänge, so dass die Mentalität sich verändern kann, und um den Kampf für Frauenrechte und Gender-Gerechtigkeit zu ermutigen, wobei wir noch weit von diesem Punkt entfernt sind.“

## Veröffentlichung
Der Film wurde bei vielen internationalen Filmfestivals gezeigt, vor allem im portugiesischen Sprachraum, darunter das mosambikanische Kurzfilmfestival KUGOMA in Maputo, das São Tomé and Principe International Film Festival (São Tomé FestFilm), das FESTin – Festival de Cinema Itinerante da Língua Portuguesa, das Internationale Frauen-Filmfestival Porto Femme, das Festival des Europäischen Films von Kap Verde, und die Filmwoche des afrikanischen Films in der Casa de Angola in Salvador (Brasilien).
Am 23. November 2018, zum 29. Jahrestag der Ratifizierung des UN-Kinderrechtskonvention wurde der Film bei einer Koproduktion von Alliance Française und UNICEF gezeigt. Außerdem wurde er über die internationale Fernsehstation RTF am 3. November 2018 ausgestrahlt.